# NearMe
株式会社NearMe（ニアミー）とは、東京都中央区に本社を置く日本の企業。
タクシー相乗りアプリ「nearMe.」や「nearMe.Airport」などのサービスを運営している。

## 沿革
- 2017年7月 - 株式会社NearMe設立
- 2018年6月 - タクシー相乗りアプリ「nearMe.」サービス開始
- 2019年8月 - エアポートシャトル「nearMe.Airport」サービス開始
- 2019年11月 - ゴルフ場の相乗り送迎サービス「nearMe.Golf」サービス開始
- 2020年5月 - 通勤シャトル「nearMe.Commute」サービス開始